# Tommaso Pace
Tommaso Pace (Tomajë Paq in albanese; San Costantino Albanese, 1807 – Napoli, 1887) è stato uno storico, patriota e grecista italiano di origine arbëreshë.

## Biografia
Tommaso Pace nacque a San Costantino Albanese nel 1807 da Erminio e Maria Marta Smilari. 
Avviato agli studi nel Collegio italo-greco di San Demetrio Corone si laureò brillantemente in legge a Napoli specializzandosi in feudalistica.
Fu nominato Ufficiale Diplomatico nel Grande Archivio di Napoli ed Alunno nel 1840.
Nel 1845, inviato diplomatico ad Atene, pubblicò sul giornale Athina di Atene, un breve riassunto in neogreco di un saggio di Girolamo de Rada, suo intimo amico, già apparso nel 1840 sulla rivista napoletana Il Lucifero con il titolo Divinazioni pelasghe.
Nel 1846, sempre ad Atene pubblicò sul giornale La Minerva alcuni suoi studi sulla nazione Pelasga.
Morì a San Costantino Albanese nel 1887 lasciando numerosi manoscritti inediti sugli albanesi di Lucania ereditati poi dalla nipote Menadora.

## Opere
- Demanio e comune di S. Costantino Albanese - memoria giuridica, Napoli, 1877
- traduzione in neogreco delle Divinazioni Pelasghe di Girolamo De Rada